# Fort Bayard (Nouveau-Mexique)
Pour les articles homonymes, voir Fort Bayard.
Fort Bayard est un ancien poste militaire de la United States Army établi le 21 août 1866 à une quinzaine de kilomètres à l'est de la ville actuelle de Silver City au Nouveau-Mexique afin de protéger les mines de Pinos Altos contre les attaques des Apaches de la région.
Le fort est nommé en l'honneur du brigadier général George Dashiell Bayard (en), mort le 14 décembre 1862 des suites de blessures reçues à Fredericksburg.
Le poste est abandonné en 1900 et l'ensemble des bâtiments est alors converti en hôpital.